# Susan Oyama
Susan Oyama (* 22. Mai 1943) ist eine US-amerikanische Psychologin und Wissenschaftsphilosophin. Sie ist Emerita am John Jay College of Criminal Justice und CUNY Graduate Center in New York City.
Oyama leistete neue Beiträge zur Kultur-Natur-Debatte und problematisierte die konzeptuellen Grundlagen der Kognition (Vermutungen, Klassifikationen). Die maßgeblich von Oyama mitentwickelte Entwicklungssystemtheorie (Developmental systems theory, DST) ermöglicht Standarddichotomien, wie Entwicklung und Evolution, Körper und Geist, neu zu bewerten. Ihre Schriften beeinflussen die Kognitionswissenschaft, die Psychologie und die Philosophie der Biologie.
In ihrem meist zitierten Werk The Ontogeny of Information argumentiert Oyama für die Überwindung des Genzentrismus und ein multikausales Verständnis der Entwicklung von Lebewesen. Gene, Umwelt und viele Funktionen des Organismus wirken gemäß Oyamas Paradigma eines konstruktivistischen Interaktionismus dabei dynamisch zusammen. Vielfach kritisiert sie darum die Fortschreibung älterer präformationistischer Lehren in der Vererbungslehre. Eine dichotome Unterscheidung in rein genetische und rein umweltbedingte Aspekte der Entwicklung lehnt Oyama ab. 
Oyamas Werk ist maßgeblich beeinflusst von den Schriften Conrad Waddingtons.
Mit John Durant und Peter Klopfer veröffentlichte sie unter dem Pseudonym John Klama wissenschaftliche Werke wie Aggression : the myth of the beast within (NY Wiley,1988).

## Schriften
- The Ontogeny of Information. Developmental Systems and Evolution (Science and Cultural Theory), zuerst 1985, überarbeitete Auflage Duke University Press, 2000, ISBN 978-0-8223-2431-7.
- Evolution's Eye: A Systems View of the Biology-Culture Divide, Duke University Press, 2000, ISBN 978-0-8223-2436-2.
- mit Russell Gray: Cycles of Contingency. Developmental Systems and Evolution (Life and Mind: Philosophical Issues in Biology and Psychology),  MIT Press, 2001, ISBN 978-0-262-15053-8.

## Einzelbelege
1. ↑  Susan Oyama | John Jay College of Criminal Justice - Academia.edu. Abgerufen am 3. Oktober 2022.

| Personendaten    | Personendaten                       |
| ---------------- | ----------------------------------- |
| NAME             | Oyama, Susan                        |
| KURZBESCHREIBUNG | US-amerikanische Evolutionsbiologin |
| GEBURTSDATUM     | 22. Mai 1943                        |